# Tubercolo di Darwin

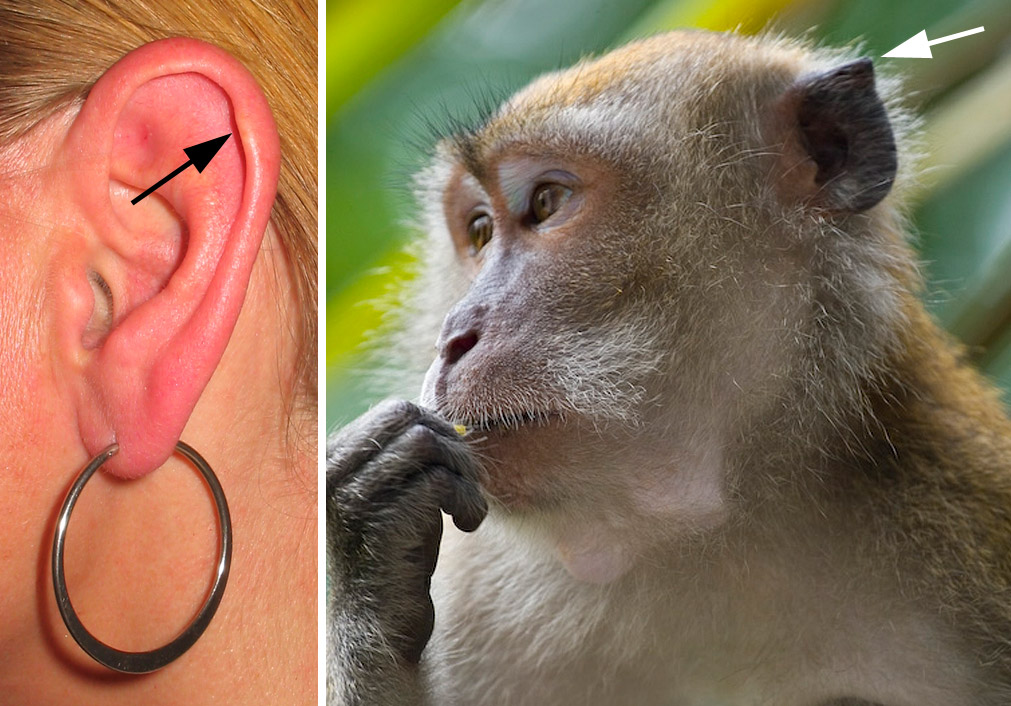
Immagine dei due tipi di tubercolo di Darwin. A sinistra: ispessimento verso l'interno, di una donna. A destra: ispessimento verso l'esterno, omologo del primo, di un macaco.

Il tubercolo (o lobulo) di Darwin è un ispessimento dell'elice dell'orecchio. Si trova alla giunzione della terza parte superiore con la terza parte media. Benché si chiami "tubercolo di Darwin", fu descritto per la prima volta dallo scultore inglese Thomas Woolner.

L'ispessimento del tubercolo di Darwin può essere o verso l'esterno o verso l'interno (come mostrano le due fotografie a destra). Questo nodulo cartilagineo è posizionato sul bordo esterno del padiglione e sembra essere un residuo dell'articolazione che permetteva ai nostri progenitori di muovere e orientare le orecchie.
Il lobulo darwiniano era annoverato in passato tra i "caratteri degenerativi" della fisiognomica di Cesare Lombroso, ovvero quei tratti somatici indicatori di regressione evolutiva e collegati alla propensione criminale del soggetto che li esibiva